# Vicent Justinià Antist
Vicent Justinià Antist (València, 3 de setembre de 1543 - València, 12 de març de 1599) fou un filòsof, historiador i teòleg de l'orde dominic.
Fill de Joan Melcior Antist i d'Angèlica Almenar i Vessach, descendents de sengles llinatges antics de la noblesa valenciana, el 26 de juny de 1559, quan encara no tenia quinze anys, prengué l'hàbit de l'orde de Predicadors en el convent de València, on tingué de mestres durant el seu noviciat a fra Alonso Sánchez i a sant Lluís Bertran. Hi professà el 30 de juny de 1560, i poc després es traslladà al convent de San Esteban de Salamanca i es graduà en aquesta universitat. Tornat a València, fou elegit prior del seu convent. Va excel·lir en l'estudi de la ciència bíblica i de la història eclesiàstica, i fou també un lògic destacat, dins el corrent que, com Pedro de Fonseca, Diego Mas i altres, assumia el retorn a l'aristotelisme pur seguit pels autors del renaixement, però sense negar la consistència doctrinal de la ciència escolàstica, a diferència de la majoria dels humanistes. Mantingué correspondència amb fra Lluís de Granada. Deixà inèdita, entre altres manuscrits, una Historia de la Inquisición en sis llibres dividits en tres toms; en els seus últims anys tingué intenció de fer-la imprimir en llatí, però no va arribat a enllestir-ne la traducció abans de morir.

## Obres impreses
- Dubia quinquaginta ad ea quæ Martinus Azpilicueta Navarrus docet in Manuali. València, 1571.
- Dialecticarum Institutionum libri octo. Accessit etiam eiusdem autoris Opusculum, quod Thesaurus quæstionum inscribitur. València: Pedro Huete, 1572. S'imprimí també a Venècia el 1582, i a Colònia el 1617 amb el títol Commentaria in universam logicam, una cum lucidissimis quæstionibus. Quæ totam hanc facultatem luce meridiana clariorem reddunt, nunc denuo typis demandata. Accessit etiam Thesaurus quæstionum.[5]
- Vida y historia del apostólico predicador San Vicente Ferrer, valenciano, de la Orden de Santo Domingo, València: Gabriel Guasp, 1575.
- Verdadera relación de la vida y muerte del P. Fr. Luis Bertrán, de bienaventurada memoria, València: Viuda de Pedro Huete, 1582. Reimprés el 1583 a Saragossa, Pamplona, Barcelona, València i, traduït a l'italià, a Gènova.[1]
- Pro Divæ Catharinæ Senensis imaginibus dilucida, brevisque disputatio. Primera impressió en llengua castellana a València: Vda. de Pedro Huete, 1583; després traduïda al llatí, València: Pedro Patricio Mey, 1597.
- Vida de San Pedro González Telmo, y San Gonzalo de Amaranto. València: Vda. de Pedro Huete, 1587.
- De inventione sacri corporis Divæ Angelinæ martyris simplex veraque narratio. València: Patricio Mey, 1588.
- Tratado de la Immaculada Concepción de la Virgen Santíssima N. Señora, València: Pedro Patricio Mey, 1593.

## Nota
1. ↑  Segons altres autors, va nàixer el 1544[2] i segons altres morí el 1595.[3]